# پورتاداون
longitudeپورتاداونlatitudeپورتاداون
پورتاداون (به انگلیسی: Portadown) یک شهرک در بریتانیا است.

## خصوصیات
پورتاداون  ۲۲٬۰۰۰ نفر جمعیت دارد.

## نگارخانه

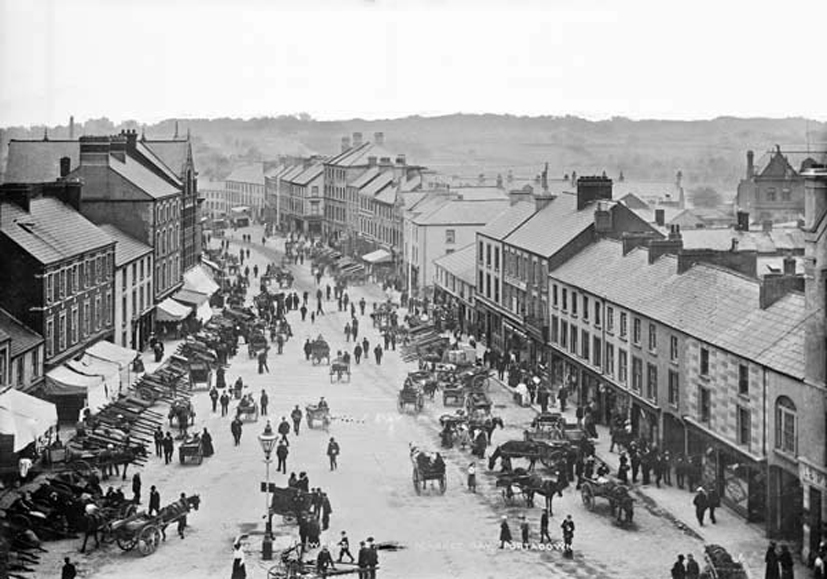
دهه ۱۹۰۰
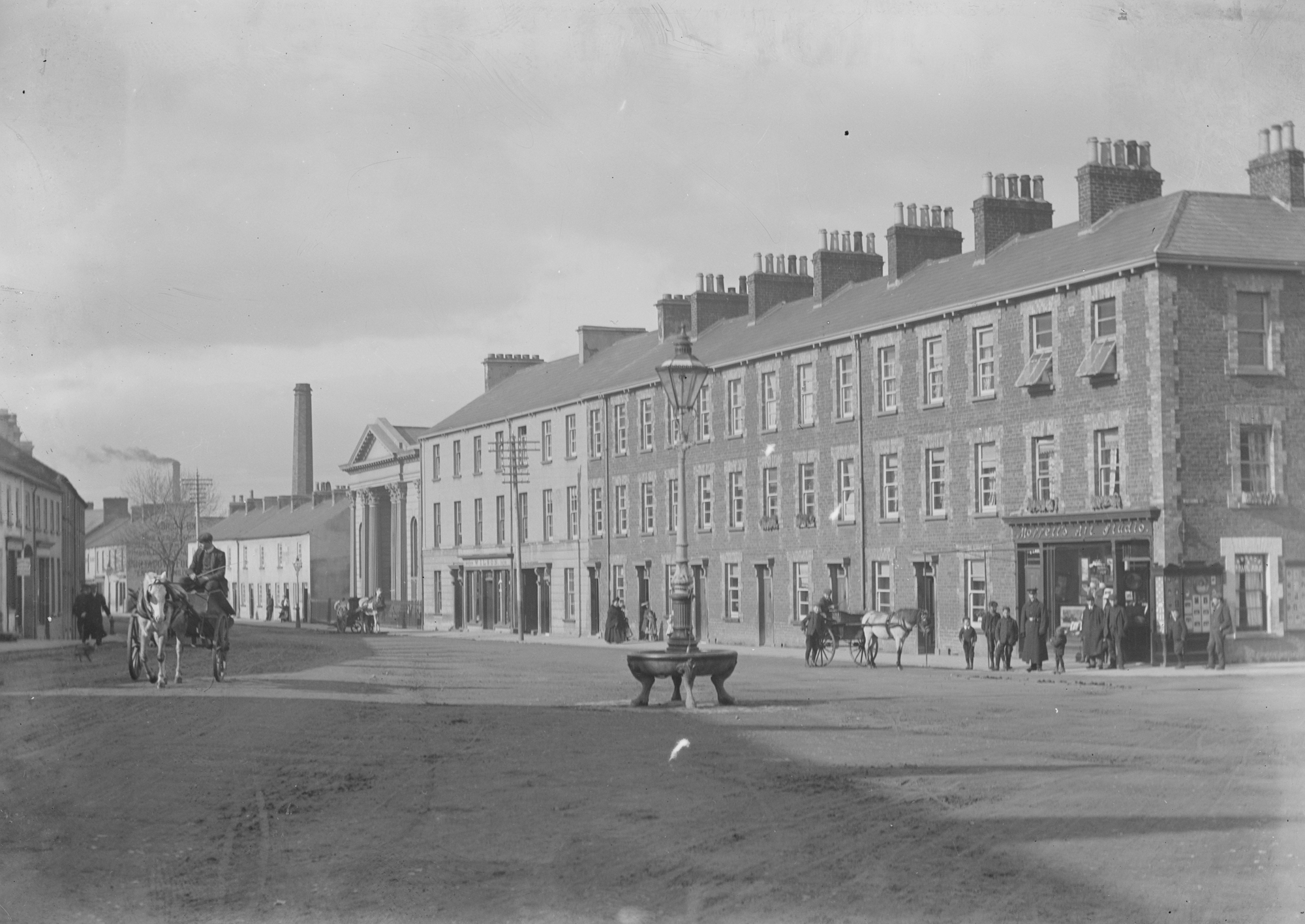
دهه ۱۹۰۰
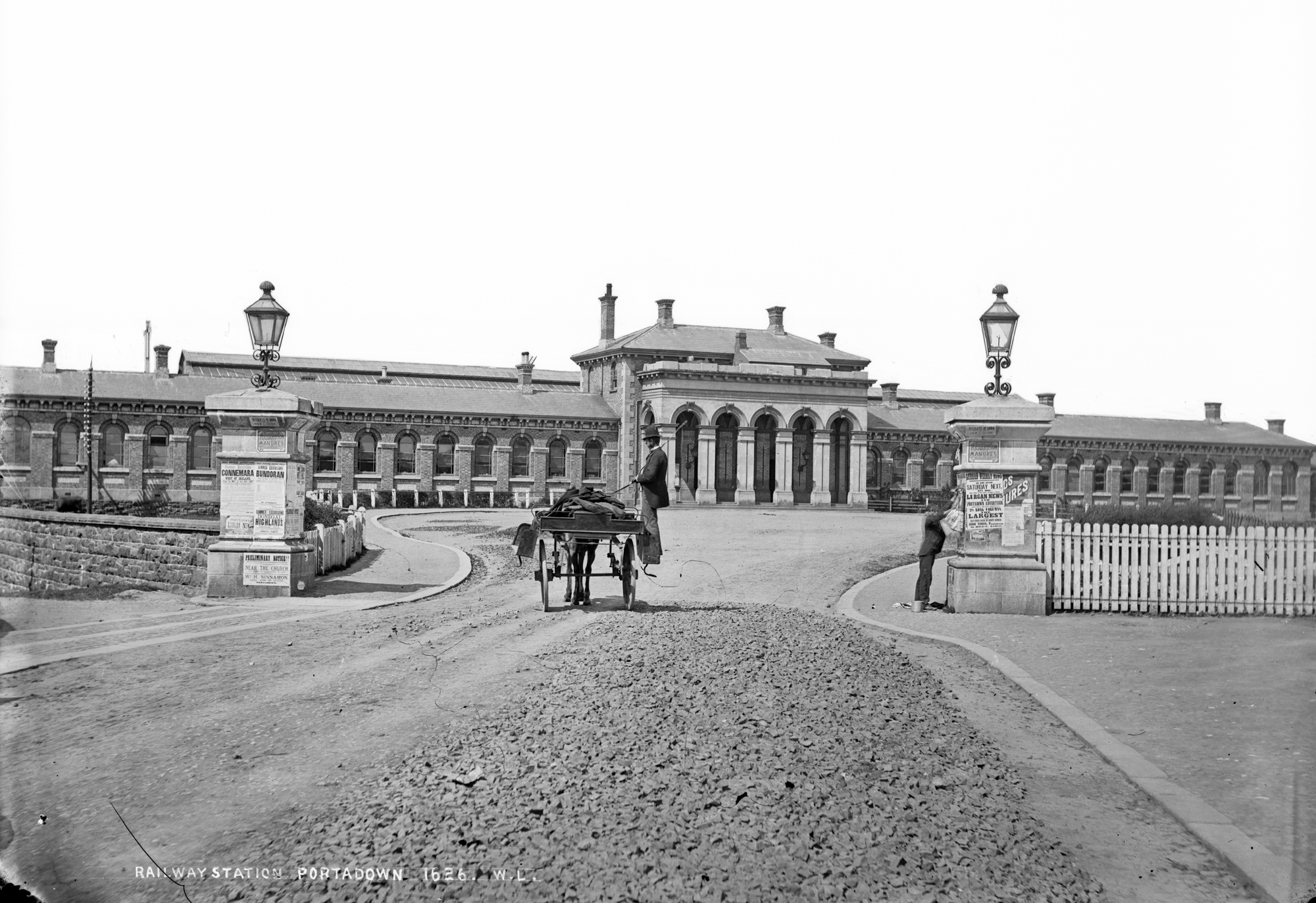
ساختمان قدیمی ایستگاه قطار پورتاداون، ۱۸۷۹
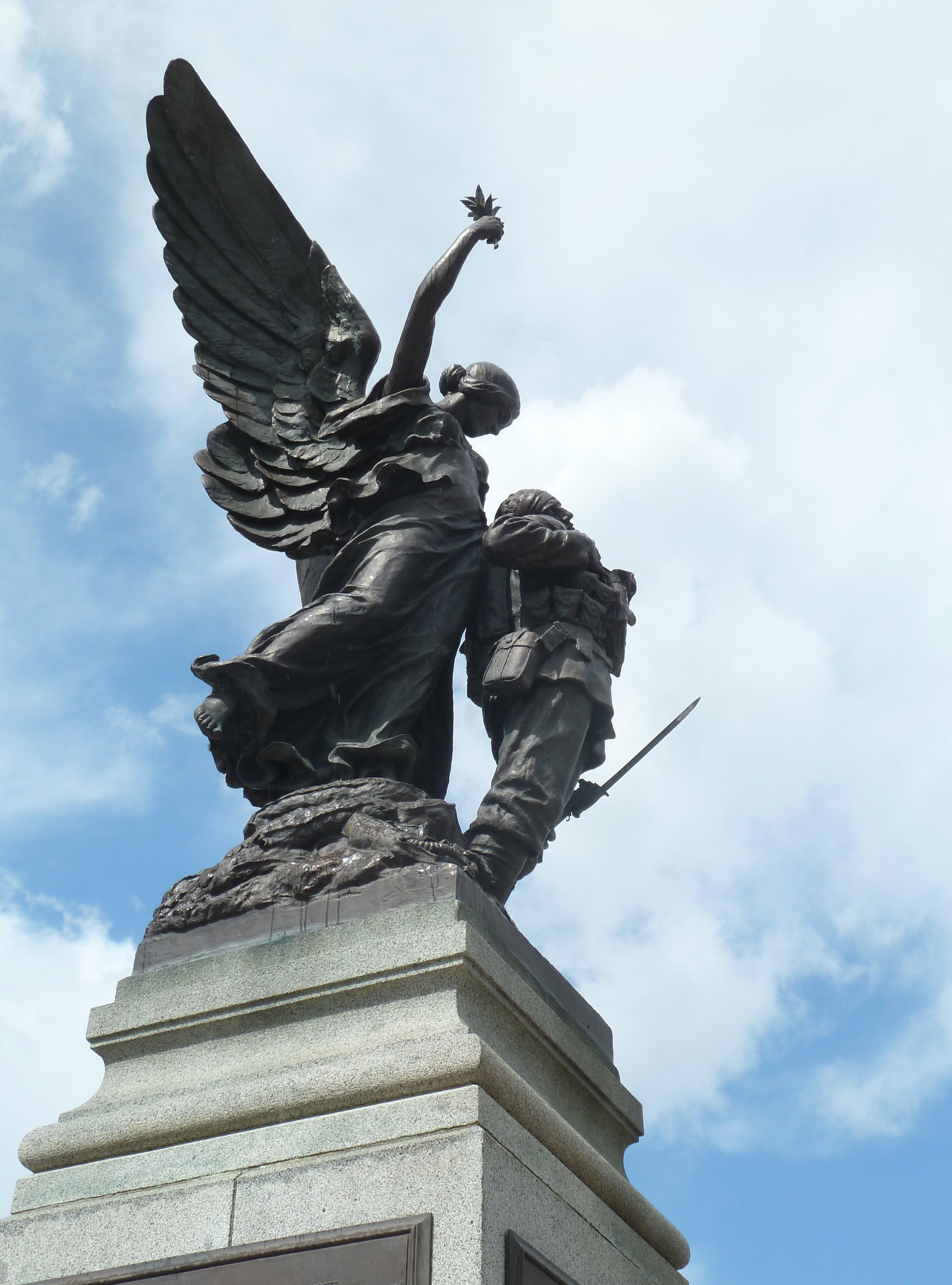
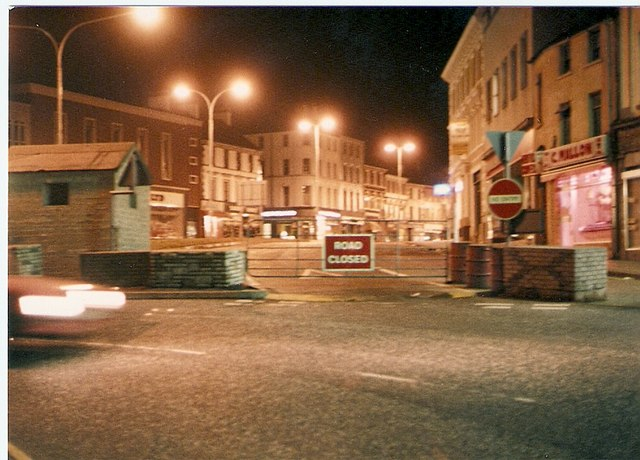
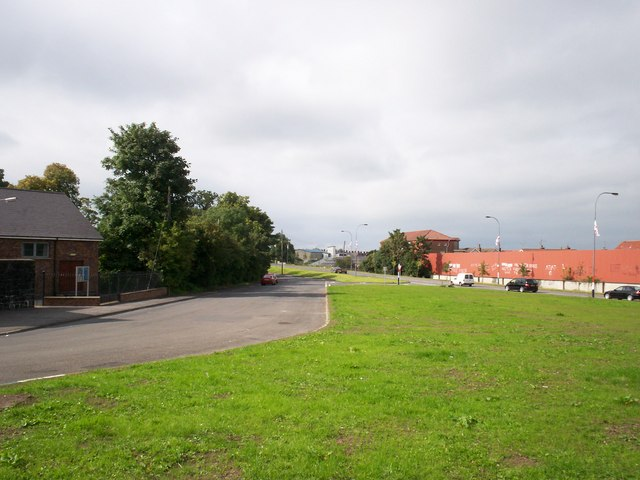
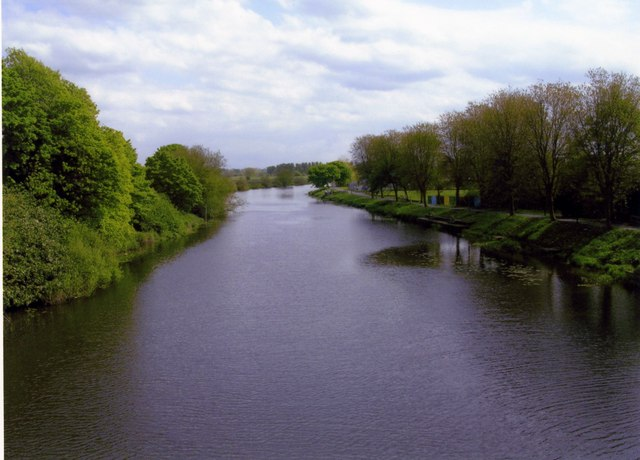
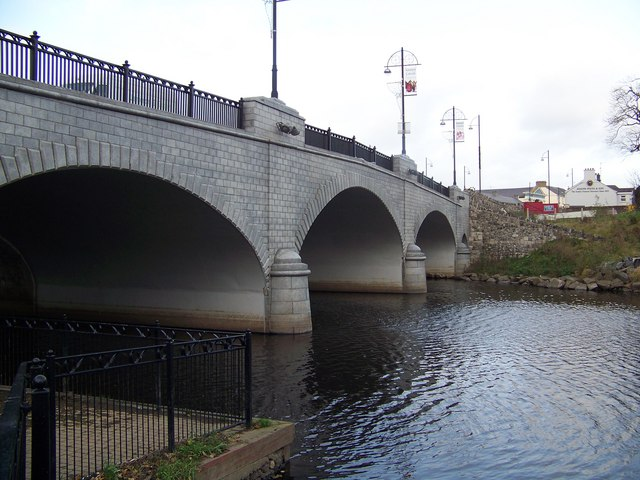
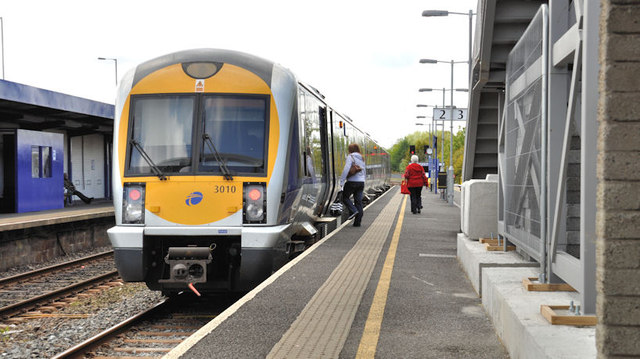
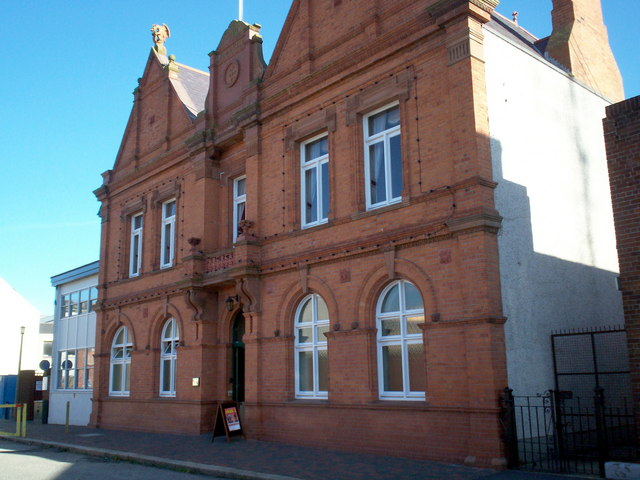